# Парабоч
Парабоч (чечен. Парабоч) — посёлок в Шелковском районе Чеченской Республики. Входит в Шелкозаводское сельское поселение.

## География
Расположен на левом берегу реки Терек, на территории Парабочевского заказника, у его восточной границы. Западнее населённого пункта, у северной кромки лесного массива, располагается особо охраняемая природная территория республиканского значения «Озеро Карьерное», образованная на базе одноимённого водохранилища.
Ближайшие населённые пункты: на северо-востоке — станица Шелкозаводская, на северо-западе — село Коби, на юге — село Азамат-Юрт, на востоке — село Харьковское, на западе — станицы Новощедринская и Старощедринская, на юго-востоке — село Первомайское (Дагестан), на юго-западе — село Хангиш-Юрт.

## История
Деревня Паробочева впервые упоминается в 1794 году при её покупке помещиком Калустовым у наследницы бывшего генерал-прокурора Сената князя А. А. Вяземского. Находилась в Кизлярском уезде; в 1832 году причислена к Гребенскому казачьему полку.
Считается, что в своё время в населённом пункте, который тогда якобы принадлежал потомкам А. В. Хастатова, бывал М. Ю. Лермонтов. Связано это отчасти с тем, что на сегодняшний день в посёлке отреставрирован и действует музей М. Ю. Лермонтова, располагающийся, как утверждается, в доме усадьбы Хастатовых. В то же время, есть сведения, что Хастатовым принадлежало лишь поместье Шелкозаводское (ныне одноимённая станица), которое, собственно, и посещал поэт. Парабоч же являлся владением армянских помещиков Калустовых — по крайней мере, до момента перехода его жителей в казачье сословие в 1830-х годах. Усадьба же Калустовых существовала здесь, по-видимому, до 1917—1918 годов. Соответственно, господский дом, в котором ныне помещается музей М. Ю. Лермонтова — это центральный дом поместья Калустовых, тем более что барский дом Хастатовых в Шелкозаводской не сохранился. По некоторым данным, ещё в конце XX века местность на южной окраине посёлка называлась «Калустовы сады».
На 1 января 1990 года село относилось к Харьковскому сельсовету (центр — село Харьковское).

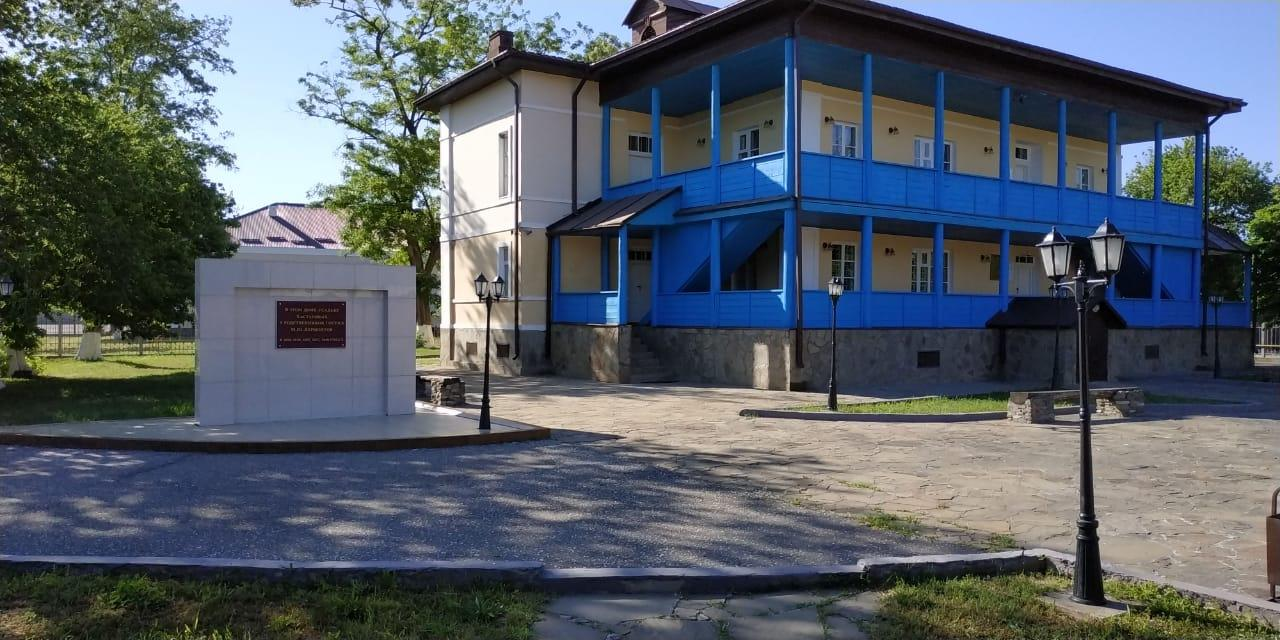
Здание музея. 2024 год.
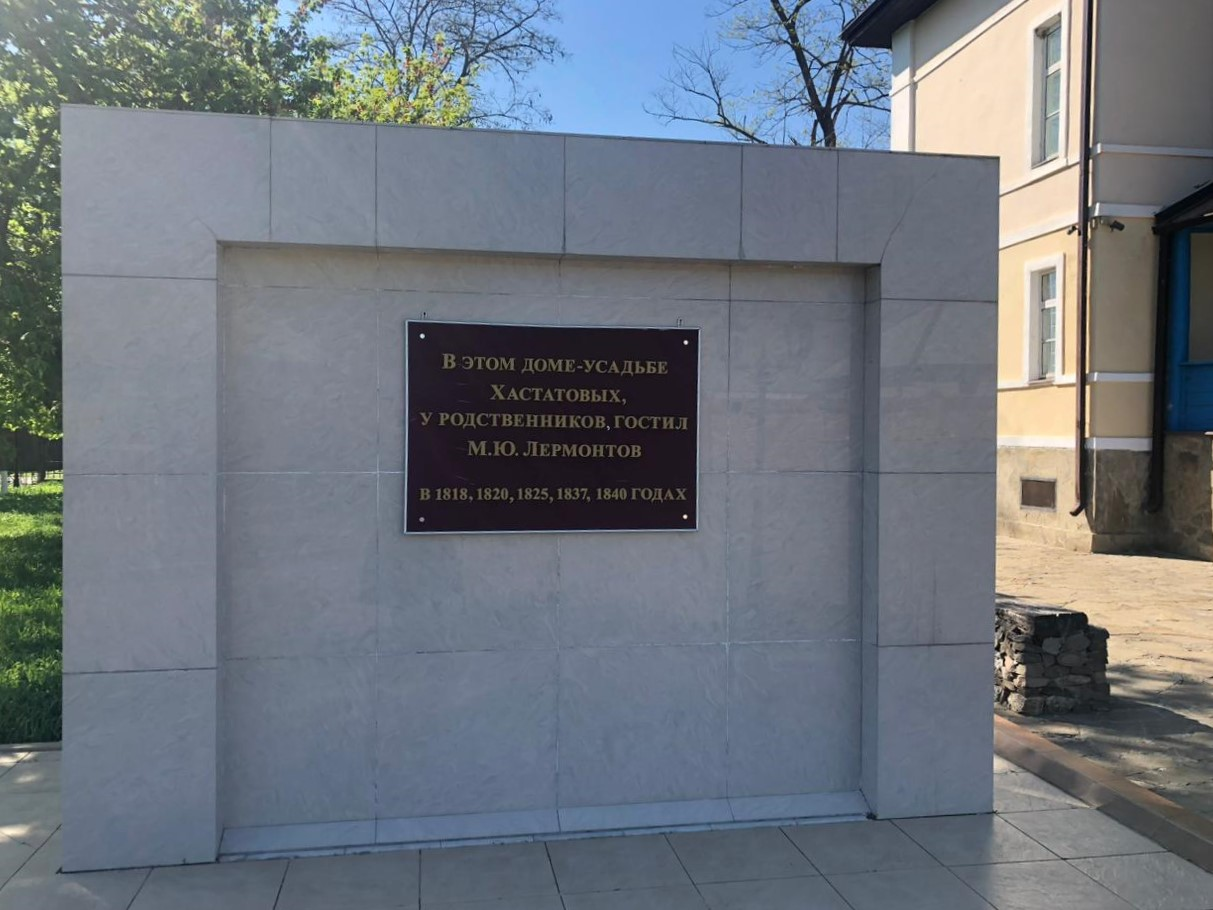
Мемориальная доска.

## Население
| 1878 | 1926 | 1990 | 2002 | 2010 |
| ---- | ---- | ---- | ---- | ---- |
| 65   | ↗124 | ↗357 | ↗443 | ↗473 |

Согласно переписи 2002 года, на хуторе Парабоч проживало 443 человека, из них 209 мужчин и 234 женщины, 94 % населения составляли чеченцы. По данным переписи 2010 года, национальный состав населения хутора был следующим:
- чеченцы — 437 чел.,
- аварцы — 22 чел.,
- русские — 8 чел.,
- кумыки — 4 чел.

## Достопримечательности
- Музей Лермонтова (Парабоч).